# 山岸智
山岸智（1983年5月3日—），已退役日本足球运动员，司职中场，前日本国家足球队成员。

## 俱乐部生涯
2002年，山岸智在千叶市原开始职业足球生涯。3月22日，他在和东京绿茵的联赛中首次参加职业联赛，并在这场比赛中打进一球。2008年转会到川崎前锋。2009年12月，为了获得更多的出场机会，山岸智租借到广岛三箭。他在2010赛季为广岛三箭在联赛出场24次，射进3球，2011年正式转会加盟广岛三箭。俱乐部赢得了2012年和2013年日职联赛的冠军。他的出场机会从2014年开始减少。虽然俱乐部赢得了2015年日职联赛的冠军，但他几乎无法上場比赛。2016年他转会到日丙联赛俱乐部大分三神。俱乐部在2016年获得冠军，并升入日乙联赛。

## 国家队生涯
2006年10月4日，山岸智在和加纳的友谊赛中第一次代表国家队出场。他也代表日本国家队参加2007年亞洲盃足球賽。

## 荣誉
- 日本联赛杯冠军：2005，2006
- J联赛公平竞赛奖：2006